# Prova Pellini
La Prova Pellini è un test usato per determinare la duttilità e la tendenza di frattura fragile di un materiale. Per effettuare il test vengono utilizzate macchine speciali denominate "torri di caduta".

## Test di frattura fragile
Il test di frattura consiste nello sganciare un peso con massa variabile da una certa altezza in modo che questo impatti contro un campione di acciaio. Il campione è fissato alle estremità, e viene colpito al centro.
L'impatto causa una frattura fragile nel campione: se la frattura attraversa entrambi i lati del campione, questo viene considerato "rotto". Per questo il test di frattura fragile è una prova distruttiva.

## Test di duttilità
Il test di duttilità consiste sempre nello sganciare un peso di massa variabile da una certa altezza, ma con energia minore rispetto al test di frattura fragile. Innanzitutto, il campione di acciaio viene indebolito attraverso una saldatura sullo stesso. Poi, viene inserito nella torre di caduta, dove viene colpito dal peso. Analizzando il campione dopo il test si può valutare la duttilità dell'acciaio testato.